# Béguinage d'Anderlecht
 (février 2023).
Si vous disposez d'ouvrages ou d'articles de référence ou si vous connaissez des sites web de qualité traitant du thème abordé ici, merci de compléter l'article en donnant les références utiles à sa vérifiabilité et en les liant à la section « Notes et références ».

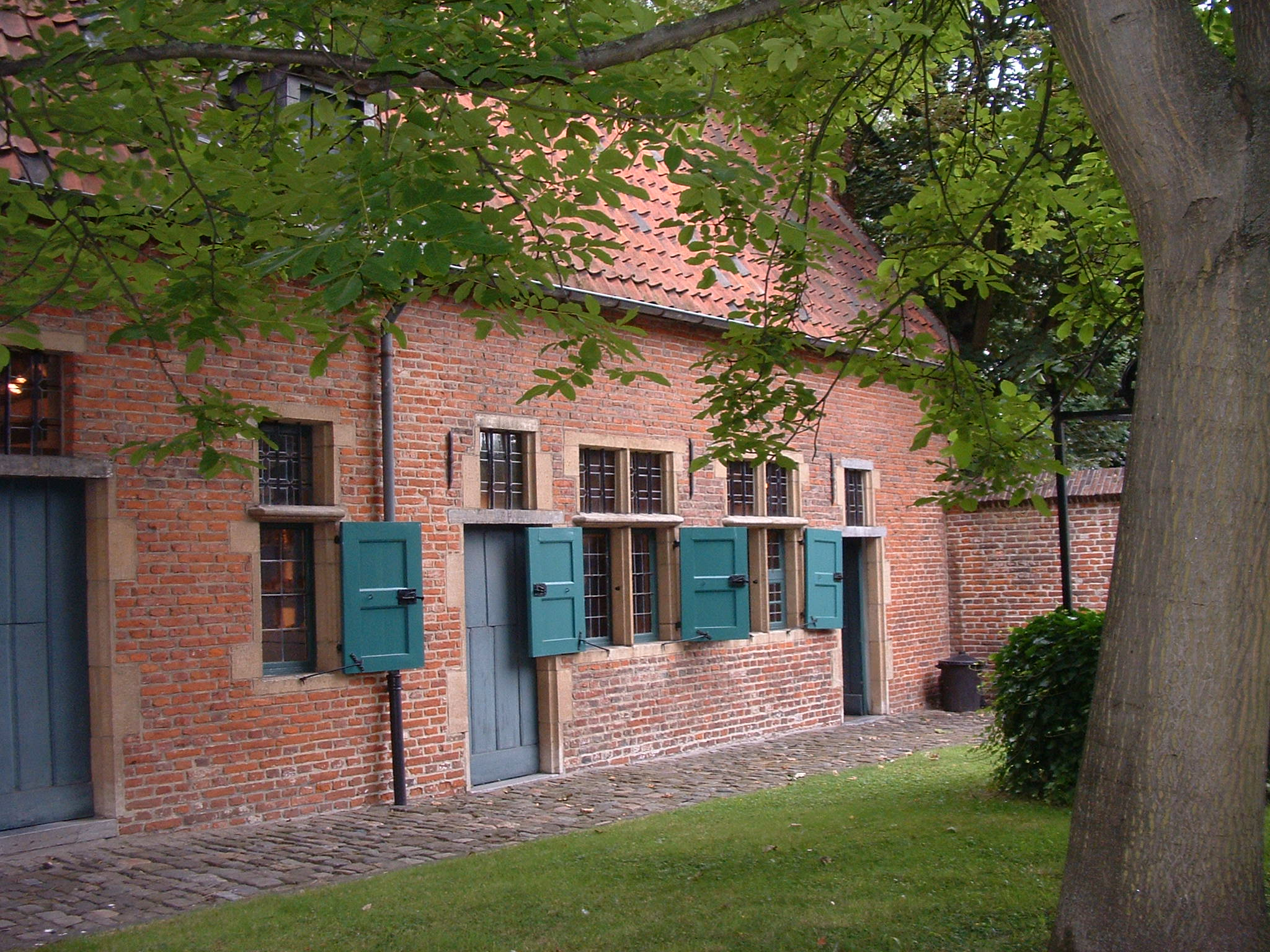
Béguinage, avant sa restauration de 2020-2021

Le béguinage d’Anderlecht est un ancien béguinage situé au pied de la Collégiale Saints-Pierre-et-Guidon d’Anderlecht, du côté nord de la rue du Chapelain, à Bruxelles (Belgique). Fondé en 1252 et de taille modeste (huit béguines à partir de la fin du XVe siècle), il a été fermé à la Révolution française. Les bâtiments subsistants sont transformés en musée en 1930. 

## Histoire
Le béguinage d’Anderlecht, un des plus petits dont les bâtiments aient été conservés dans les Pays-Bas méridionaux, est fondé en juin 1252. Des statuts de 1611 rappellent que seules huit femmes (d’âge et de mœurs respectables) peuvent y entrer sur présentation d'un des chanoines du chapitre. Les bâtiments visibles actuellement témoignent de toutes les époques de l'histoire de l'institution.  
Les constructions en briques et pierres blanches sont du XVIIIe siècle (l'aile ouest et le grand bâtiment de l'aile est, parfois appelé "maison de la grand dame", datent des années 1720-1721). Le petit bâtiment de l'aile est remonte quant à lui au milieu du XVIIIe siècle.  
Toutefois, il est important de noter que l'aile ouest renferme des vestiges importants d'un bâtiment en pan-de-bois construit dans les années 1430-1460 (datation C14) et agrandit vers l'ouest dans les années 1510-1514 (datation dendrochronologique).   
Il faut enfin souligner que les diverses constructions ont été altérées, parfois de manière importante, lors des différents travaux de rénovation : lors de la reconversion du béguinage en hospice au XIXe siècle, puis en 1930 à l'ouverture du musée, enfin dans les années 1970 lors d'une grande restauration qui entraina la fermeture du musée durant plusieurs années. La restauration de 2020-2021 a surtout été consacrée à la réfection prudente des parements intérieurs et extérieurs, à l'isolation des toitures et à la rénovation du système électrique. Il a été l'objet d'un suivi minutieux par les autorités muséales et patrimoniales.   
D'une manière générale, les béguines étaient d'extraction modeste : elles étaient servantes de chanoines, occupaient des offices au sein de la collégiale ou exécutaient des travaux d'aiguilles pour l'église. Dans les années 1780, une béguine, Isabelle de Wit, se mit à dispenser des cours aux jeunes filles pauvres d’Anderlecht et se heurta à l'opposition de l'écôlatre d'Anderlecht. Un procès long de plusieurs années finit par donner raison à la béguine,. La Révolution française mit fin à la présence des béguines. Les bâtiments devinrent alors un hospice pour femmes indigentes (un recensement de 1806 indique qu'on y retrouvait encore plusieurs anciennes béguines malgré la suppression de l'institution).  
En 1930, un musée y est créé pour y faire revivre la vie quotidienne des béguines et l’histoire d’Anderlecht.